# David G. Maillu
David Gian Maillu (* 19. Oktober 1939 in Kilungu Location, Eastern Province, Britisch-Kenia) ist ein kenianischer Schriftsteller, Grafikdesigner, Publizist und Politiker. Mit über sechzig veröffentlichten Büchern gilt er als produktivster Schriftsteller Ostafrikas.

## Leben
Das von ihm selbst festgelegte Geburtsdatum ist nicht aufgezeichnet, es basiert auf numerologischer Schätzung und Gesprächen mit seiner Mutter. Geboren als, nach eigener Beschreibung, „außergewöhnlich dunkles“ Kind von Mulwa Kioko und seiner fünften Frau Esther Kavuli, erhielt er den Namen „Maillu“, der eine Ableitung des Kikamba-Wortes für „schwarz“ oder „dunkel“ ist. Sein leiblicher Vater starb, als Maillu noch sehr jung war.
Seine Grundschulausbildung erhielt er ab 1951 an der Machakos Technical School. Hauptsächlich autodidaktisch erlangte er seine höhere Schulausbildung per Fernstudium am British Tutorial College. 1964 wurde er als Grafikdesigner beim nationalen Rundfunk (Voice of Kenya) angestellt. 1974 kündigte er den Job, um sich ganz dem Schreiben und Veröffentlichen zu widmen.
Im Januar 1971 heiratete Maillu eine deutsche Missionarin aus Berlin, die 1967 nach Kenia gekommen war, um für das National Council of Churches of Kenya zu arbeiten. Am 31. August 1974 brachte sie seine zweite Tochter Elizabeth Kavuli zur Welt. Sein erstes Kind, Christine Mwende, war sieben Jahre zuvor von einer unehelichen Frau geboren worden.
Politisch versuchte er für das Parlament und das Präsidentenamt in Kenia zu kandidieren.

## Werk
Maillus Bücher waren bei der aufstrebenden, städtischen Mittelschicht sehr erfolgreich, da er alltägliche Themen in zugänglicher Sprache behandelte. In Interviews erklärte er, dass er gründliche Recherchen über seine Bücher und Leser anstellte, bevor er die Werke schrieb und veröffentlichte.
Seine Novelle Unfit for Human Consumption und das Langgedicht My Dear Bottle (beide 1973) brachten ihm sofortigen Ruhm als Schriftsteller und Verleger ein. My Dear Bottle ist eine Hymne auf den Alkohol, dem sich die Hauptfigur als Flucht vor dem harten Leben in der Stadt zugewandt hat. After 4.30 (1974) beschäftigt sich mit urbanen und sexuellen Problemen. Die ebenso populäre Verserzählung The Kommon Man erschien in drei Bänden von 1975 bis 1976. No! (1976) ist eine melodramatische Geschichte über einen Beamten, der mit der Frau eines Untergebenen schläft und zur Strafe seinen Penis in der Öffentlichkeit abschneiden lässt. Diese Bücher wurden im eigenen Verlag des Autors, Comb Books, veröffentlicht und verkauften sich in zehntausenden Exemplaren. Die explizite Sexualität in seinen Büchern brachte Maillu jedoch den zweifelhafte Titel „Vater der afrikanischen Pornographie“ ein. Einige wurden in Tansania verboten.
Zu Maillus weiteren im Selbstverlag erschienenen Werken gehören Kadosa (1979), Hit of Love / Wendo Ndikilo (1980) und Looking for Mother (1980). In den 1980er Jahren begannen Mainstream-Verlage seine Werke zu veröffentlichen, und seine Belletristik nahm an Umfang zu. For Mbatha and Rabeka (1983) ist eine Liebesgeschichte, die sich mit den Gegensätzen arm/reich, Stadt/Land auseinandersetzt, die Kenias sozioökonomische Struktur prägen. Equatorial Assignment (1996) ist ein panafrikanischer Roman über einen Spion, der gegen eine imperialistische Macht kämpft, die versucht, Afrika zu rekolonialisieren.
Er veröffentlichte weiterhin in seinem Verlag, der jetzt Maillu Publishing House heißt. P.O. Box I Love You Via My Heart (1989) untersucht die Rolle des Rassismus in menschlichen Beziehungen. Without Kiinua Mgongo (Without A Bribe, 1989) wird von einem städtischen und mehrsprachigen Hausdiener erzählt, der eine Mischung aus verschiedenen Sprachen verwendet. Der Roman prangert auf humorvolle, scheinbar unernste Weise die Korruption im Land an. Auch Anayekukeep (The One Who Keeps You/Your Benefactor, 1990) ist mit einer ähnlichen Technik geschrieben.
Das 1121-seitige Broken Drum (1991) gilt als Maillus ambitioniertestes Werk. Es spielt in den frühen 1980er Jahren, geht aber in der Zeit bis vor über 200 Jahren zurück und dreht sich um Boniface Ngewa, einen weitgereisten afrikanischen Mann, seine aufrührerische moderne schwarze Frau Vikirose und seine europäische potentielle Nebenfrau Sheila. Die Hauptfiguren glauben an unterschiedliche Werte, was zu Eheproblemen führt, um die herum die Erzählung die Themen Rasse, Kulturkampf und Sexualität im traditionellen und modernen Afrika präsentiert.
Neben seinen Romanen und Gedichten hat Maillu auch Sachbücher geschrieben. In seinem bekanntesten, Our Kind of Polygamy (1988), behauptet er, dass die Vielehe aus afrikanischer Sicht vorteilhaft wäre.
Zu seinen Werken zählen auch über dreißig Kinderbücher.

## Werke (Auswahl)
- Unfit for Human Consumption, 1973
- My Dear Bottle, 1973
- After 4.30, 1974
- The Kommon Man, 3 Bände, 1975/76
- No!, 1976
- Kadosa, 1979
- Hit of Love / Wendo Ndikilo, 1980
- Looking for Mother, 1980
- For Mbatha and Rabeka, 1983
- Our Kind of Polygamy, 1988
- P.O. Box I Love You Via My Heart, 1989
- Without Kiinua Mgongo / Without A Bribe, 1989
- Anayekukeep / The One Who Keeps You/Your Benefactor, 1990
- Broken Drum, 1991
- Equatorial Assignment, 1996